# Puig de Cortils
El Puig de Cortils és una muntanya de 1.196 metres que es troba al municipi de Tavertet, a la comarca d'Osona.